# 小行星5915
小行星5915（5915 Yoshihiro）是一颗围绕太阳公转的小行星。1991年3月9日，關勉在藝西天文台发现了此天体。
該小行星以日本天文教育家山田義弘命名。
这颗小行星的绝对星等为359.41074等。